# Heptochona schmidtii
Heptochona schmidtii is een rondwormensoort uit de familie van de Rhabdochonidae. De wetenschappelijke naam van de soort is voor het eerst geldig gepubliceerd in 1991 door Arya.